# 水銀灯

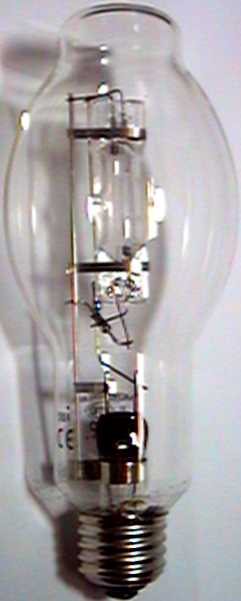
高圧水銀灯

水銀灯（すいぎんとう、英: mercury-vapor lamp）は、照明の一種。ガラス管内の水銀蒸気中のアーク放電により発生する光放射を利用した光源である。高圧水銀灯と低圧水銀灯に分れ、通常水銀灯と呼ぶときは前者を指す。医療用で用いる場合は太陽灯とも呼ぶ。
高圧水銀灯については、発光管の素材に石英ガラスが用いられることが多いため石英灯 (quartz lamp) 、石英水銀灯 (mercury quartz lamp) などと呼ばれることもある。
一般照明用の水銀灯に関しては、水銀に関する水俣条約により、2021年をもって製造・輸出入が禁止された。ただし、プロジェクターの光源として使われるプロジェクター用高圧水銀灯に限っては、2021年現在、LED光源プロジェクター/レーザー光源プロジェクターによる置換が進んでいないことから、水俣条約の適応が除外されており、少なくとも2027年までは製造・販売が許可される見込み（2020年以降、業務用では高コントラストのレーザー光源、民生用では安価で長寿命なLED光源への置換が進んでいることから、RoHS指令の見直しが行われる2027年に禁止される可能性がある）。

## 歴史
1835年、チャールズ・ホイートストンが水銀蒸気の放電スペクトルを観察し、そのスペクトルに紫外線があることを発見した。1860年、ジョン・トーマス・ウェイは大気圧下で空気と水銀蒸気の混合物で作動するアーク灯を照明に使用した。ドイツの物理学者レオ・アロンズは1892年に水銀放電を研究し、水銀蒸気を利用したランプを開発した。1896年2月にはイギリスのハーバート・ジョン・ダウジングとH・S・キーティングが水銀灯の特許を取得しており、これを水銀灯の最初の発明とみなすこともある。
広く普及した最初の水銀灯は、1901年にアメリカのエンジニア、ピーター・クーパー・ヒューイットによって発明された。ヒューイットは1901年9月17日に米国特許682,692を取得した。1903年、ヒューイットはより高品質な発色を持つ改良版を作成し、最終的には広く産業用途に利用されるようになった。水銀灯からの紫外線は1910年までに水処理に利用された。ヒューイットのランプは大量の水銀を使用していた。1930年代には、オスラムGEC社、ゼネラル・エレクトリック社などが開発した現代形式の改良ランプにより、水銀灯は一般照明に広く使用されるようになった。

## 高圧水銀灯

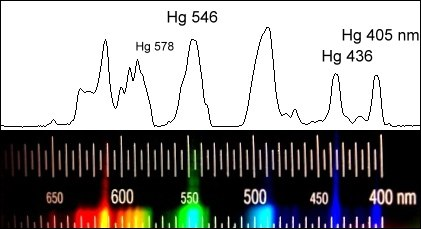
参考：蛍光灯の輝線スペクトル。水銀の輝線の他、490 nm、610 nmに蛍光による輝線も見える

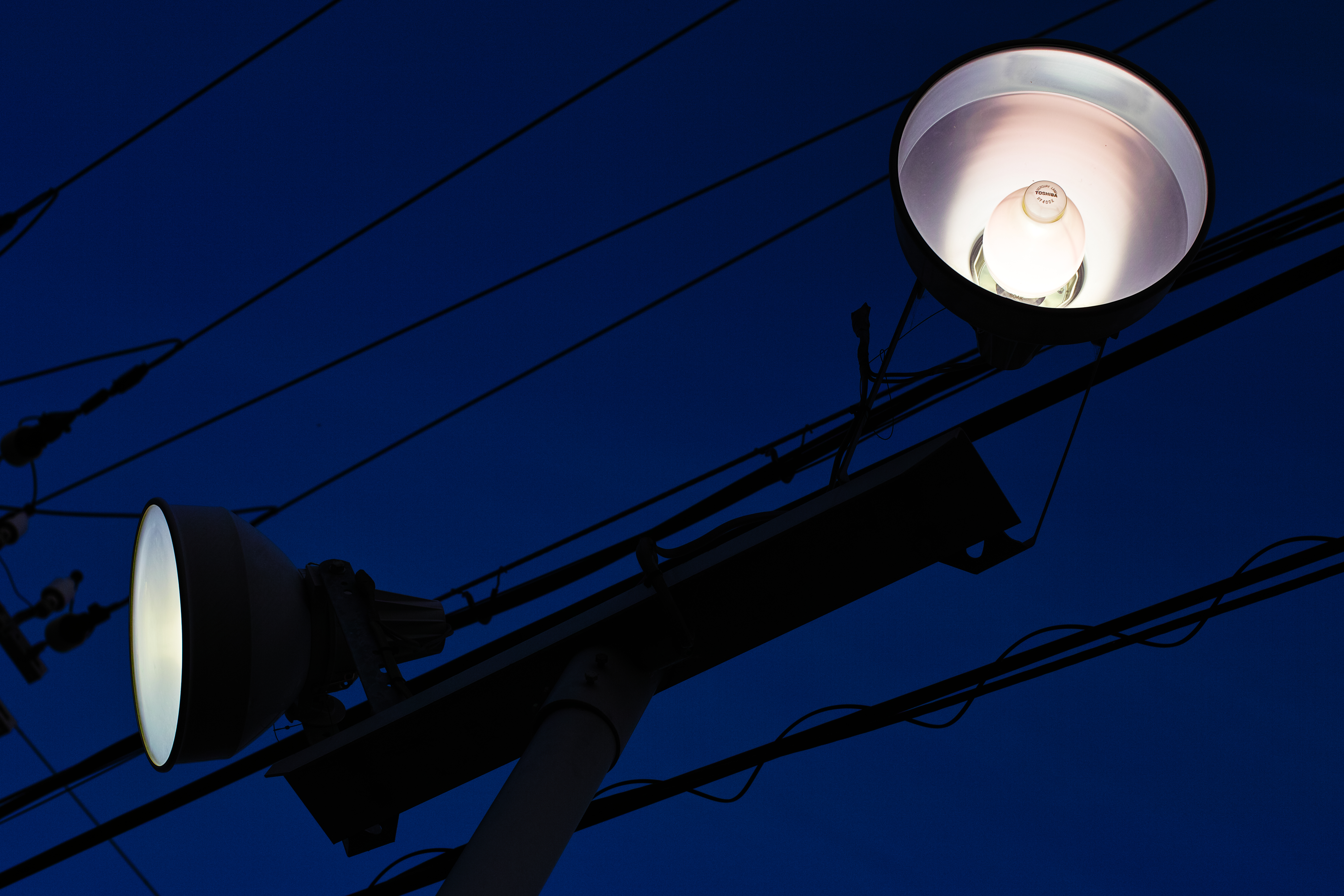
蛍光水銀灯を使用した街灯

定義は、点灯中の水銀蒸気圧が100–1000 kPa（約1–10気圧）程度のもので、高輝度放電ランプ（HIDランプ）の一種である。
404.7 nm、435.8 nm、546.1 nm、577.0 nm、579.1 nmの輝線スペクトルからなる緑がかった青白色（5700 K）の光源で、253.7 nm、365.0 nmの紫外放射を伴う。

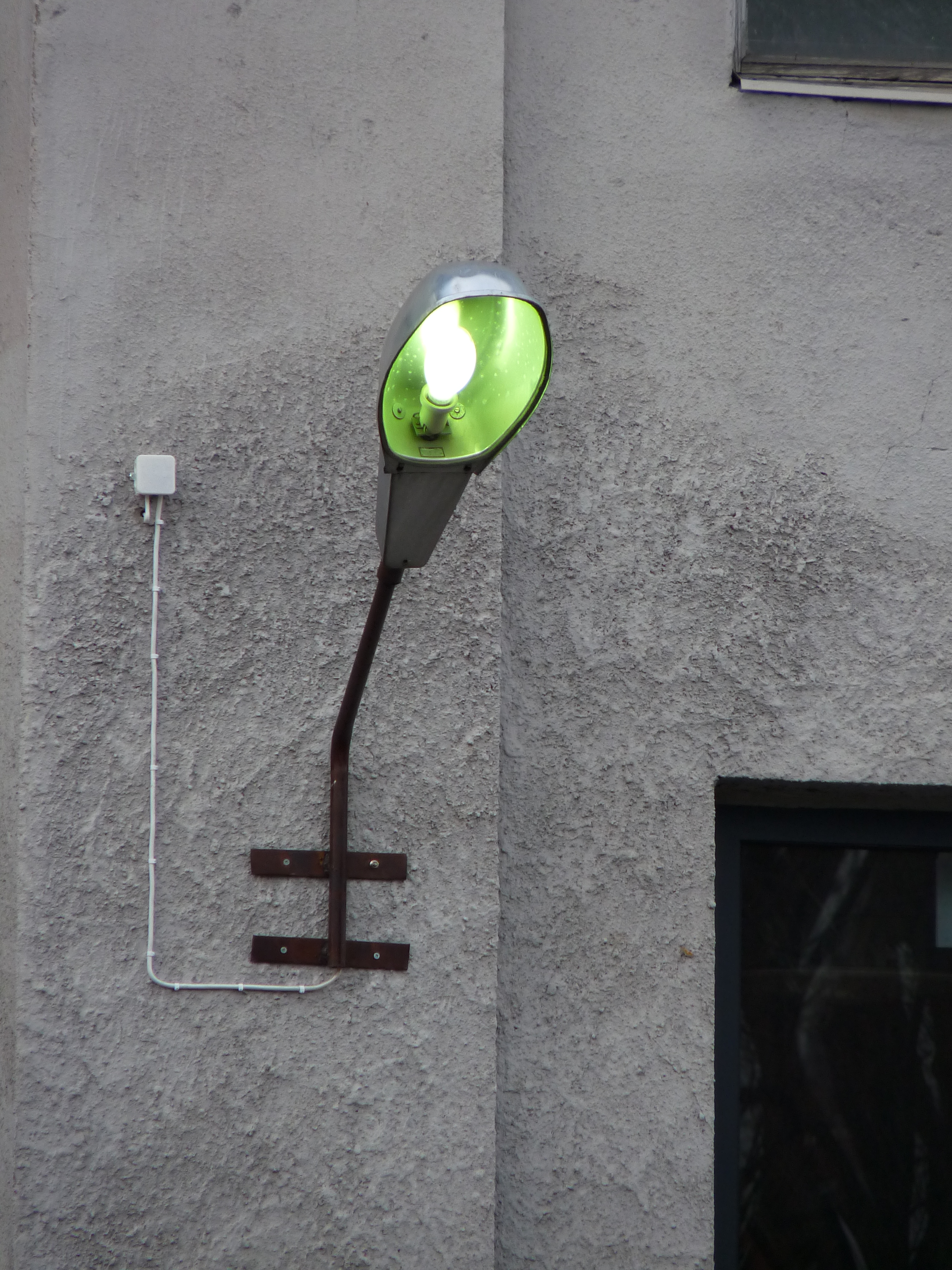
水銀灯の緑がかった光

### 特徴
発光効率は50 lm/Wと、白熱電球の15–20 lm/W より高いため、光量が必要な分野で使われる。蛍光灯はそれよりも高く、80–90 lm/Wである。消費エネルギーの変換比率は、可視光15 %、赤外放射60 %、紫外放射10 %で、残りが熱損失となる。
放射光は赤色成分の欠けた緑がかった青白色で、演色性がかなり悪い（透明水銀灯 Ra:14）。紫外放射を伴うため、これを利用し、蛍光物質により赤色成分を補い演色性を改善したもの（蛍光水銀灯Ra:40）、さらに青緑色蛍光体を加えて光源色を改善したもの（演色改善型蛍光水銀灯 Ra:50）がある。
放電管としては構造が比較的単純で、起動も容易なうえ、中庸な効率を持つため、特に大型（2 kWまで）のものが廉価に製造できる。1960年代以後には水銀灯と同様の構造を持ち、演色性や効率のより高いメタルハライドランプ、高圧ナトリウムランプが実用化されたことにより、これらに水銀灯が置き換えられる例もみられたが、2010年代にはこれらのランプの持つ様々な特性をLEDが上回ったことにより、LEDに次第に置き替えられつつある。
日本では、代表的な使用法として街灯や体育館、ガソリンスタンドなどの天井の高い所の照明器具に使用されることが多いが、日本国外ではあまりない。なお光害で問題となるのは主に水銀灯の緑がかった光である。

### 構造

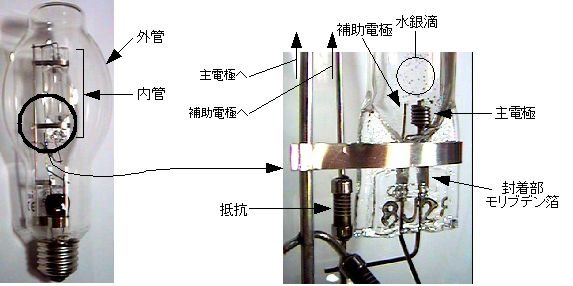
高圧水銀ランプの構造

放電管本体である発光管（内管と呼ぶ。石英ガラス製）は、少量のアルゴンガスと水銀が封入され、両端に電子放出性物質（バリウム、カルシウム、イットリウム等の酸化物で「エミッタ」と呼ばれている）を塗布したタングステン製の主電極と、各主電極直近に対向電極と高抵抗を介して接続された補助電極が封着されている。封着部の導入線にはモリブデン薄はくが用いられる。主電極にはエミッタが充填されたタングステンコイルが巻きつけてある。内管は、点灯時には400 °Cの高温となるため、通常、発光管の外側に外管と呼ばれるガラス管が被せられている。外管内は50–100 kPaの窒素ガスが封入されている。また、外管内面に蛍光物質が塗布されているものもある。

### 安定器
始動電圧が低く高圧パルスを発生させる特別な点灯回路を必要としないが、特性が負特性となっているため安定器が必要となる。安定器には、単純なチョークコイル（あるいは磁気漏れ変圧器）による低力率型と、コンデンサを追加し力率を改善した高力率形が存在するが、現在はほとんどが後者のものである。これらの安定器を用いた場合、高圧水銀灯は始動時に安定時の1.5倍程度の電流が流れるが、これを安定時程度に抑える定電力形安定器と呼ばれるものも有り、電源設備に余裕がない場合や供給電圧の安定しない場合に用いられる。また、水銀ランプ内にフィラメントを内蔵し、安定器が不要なランプ（バラストレス水銀ランプ、チョークレス水銀ランプ）なども存在する。安定器を必要としないがランプの寿命が短く（3/4程度）、発光効率も低い（1/2程度）。

### 始動
始動時は、主電極−補助電極間のグロー放電から始まり、主電極間のアーク放電へと移行する。始動直後では水銀の蒸気圧が低く輝度も低いが、放電により内管の温度が上昇するとともに水銀も蒸発し、輝度も上昇する。封入水銀が完全に蒸発して安定するまで数分を要する。消灯直後は水銀蒸気圧が高いため、発光管が冷えるまでは再点灯できない。おおむね10分間程度の時間を要する。

## 低圧水銀灯
点灯中の水銀蒸気圧が1–10 Pa程度のもの。184.9 nm、253.7 nmの紫外線を主とした光源。紫外線源として、殺菌、オゾン発生、樹脂硬化、分光分析などに利用される。
蛍光灯は、この低圧水銀灯の発光管内面に蛍光物質を塗布したものである。蛍光物質がないものは殺菌灯を参照。

## バラストレス水銀灯
安定器の働きをするバラストフィラメントを外管内に内蔵し100 Vもしくは200 V電源に直接接続してそのまま点灯できる。水銀灯の青みがかった色とバラストフィラメントの発光による赤色系の光により一般水銀ランプより演色性は向上する（透明形Ra:28、蛍光形Ra:58）。効率・寿命の点では一般水銀ランプに比較してやや低くなる。それでも、白熱電球に比較すると、効率が良いので照明改善や、仮設照明など安定器の設置が難しい場合などに使用されている。なお100 V用バラストレス水銀灯を密閉器具で使用すると、ランプ内部の始動用バイメタルが誤動作し、点灯が不安定になるので注意が必要である。

## 超高圧水銀灯
点灯中の水銀蒸気圧が1000 kPaを超えるもの。高圧水銀灯に比べ効率や演色性が改善されている。また、瞬時点灯が可能である。

### 超高圧水銀灯（産業用）
テレビなどに用いられるいわゆるブラウン管を製造する際に蛍光体の紫外線焼付け工程に用いられる。日本においてブラウン管の製造向けに用いられる超高圧水銀灯は、通商産業省の支援による「カラーテレビを一家に一台普及させる」目標にむけて株式会社オーク製作所等で開発され製造販売されていた。

## 注意
いずれの水銀灯も内部に水銀を含んでいるため、破損した場合、水銀が拡散する可能性がある。また廃棄時には環境汚染の原因ともなるため、適切に回収されなければならない。2013年1月19日、ジュネーブで「水銀に関する水俣条約」が締結され、水銀灯の製造・輸出入は2020年末をもって禁止されている。

## エピソード
1982年7月8日（岡山県営球場）広島対阪神戦の7回途中に照明塔が停電事故を起こして球場が真っ暗闇になるハプニングが起きた。当時の照明塔は水銀灯を使用していたので、停電が回復した後も明るさを取り戻すのに約20分は掛かり、その間試合が中断したままであった。